# Nephoplagia arcuata
Nephoplagia arcuata là một loài ruồi trong họ Tachinidae.